# Мікромережа
Мікромережа (іноді мікрогрід) — це локальна електрична мережа з визначеними електричними межами, яка діє як єдиний керований об'єкт. Вона здатна працювати в загальній мережі та поза мережею. Автономна або ізольована мікромережа працює лише поза загальною мережею і не може бути під'єднана до ширшої енергосистеми. Дуже дрібні мікромережі називаються наномережами.
Мікромережа, пов'язана із макромережею, зазвичай працює в режимі синхронізації з традиційною регіональною синхронною мережею, але може від'єднатися від неї та функціонувати незалежно відповідно до технічних або економічних умов. Режим роботи мікромережі, за якого мікромережа працює ізольовано в результаті від’єднання або непід'єднання до загальної мережі, називається острівним режимом. Таким чином, мікромережі покращують надійність постачання в осередку мікромережі та можуть забезпечувати аварійне живлення, перемикаючись між острівним і під'єднаним режимами.
Автономна мікромережа має власні джерела електроенергії, доповнені установкою зберігання енергії. Мікромережі використовуються там, де передача та розподіл електроенергії від великого централізованого джерела енергії занадто віддалені та дорогі в експлуатації. Вони пропонують можливість електрифікації сільської місцевості у віддалених районах і на малих островах. Автономна мікромережа може ефективно інтегрувати різні джерела розподіленої генерації (РГ), особливо відновлювані джерела енергії (ВДЕ).
Керування і захист є труднощами для мікромереж, оскільки всі допоміжні послуги для стабілізації системи повинні генеруватися в межах мікромережі, а низькі рівні струму короткого замикання можуть бути складними для селективної роботи систем захисту. Важливою особливістю є забезпечення багатьох корисних енергетичних потреб, таких як опалення та охолодження, окрім електроенергії, оскільки це дозволяє замінити носії енергії та підвищити енергоефективність завдяки використанню відпрацьованого тепла для цілей опалення, гарячого водопостачання та охолодження (міжгалузеве використання енергії).

## Історія
Вперше децентралізовану модель електропостачання запропонував та просував Томас Алва Едісон. Станом на кінець 1880-х понад двісті гідроелектростанцій живили окремі будівлі та фабрики. Однак в Едісона на той час не було розвинутих технологій керування, тому під час електрифікації США у першій половині XX ст. перемогла централізована модель.
У 1940-х рр. у СРСР проєктувались так звані вітроелектростанції ізольованого типу, які включали вітрогенератор, акумуляторну батарею, призначену для живлення  навантажень під час короткого затишшя вітру, та агрегат на основі теплового двигуна для довгих періодів штилю. Такі вітроелектростанції призначались для районів, де електроенергія з інших джерел була б занадто дорогою. У 1978 році внаслідок нафтового ембарго Конгрес США ухвалив Public Utility Regulatory Policies Act, який зобов'язав комунальні підприємства купувати у споживачів електроенергію, вироблену на когенераційних установках та з відновлюваних джерел, запровадивши, зокрема, механізм Net Billing:471. 
У 1990-х роках США та Європа почали шукати шляхи інтеграції величезних обсягів розподілених енергетичних ресурсів у свої вже розвинені та старіючі мережеві інфраструктури. Щоб провести дослідження на рівні, необхідному для програми розвитку такого масштабу, США створили CERTS, а в Європі утворили консорціум MICROGRIDS. Обидва були першими у визначенні рішення — створення архітектури електромережі, розділеної на підрозділи, які могли б керувати виробництвом і попитом на місцевому рівні, а також за потреби могли бути від'єднані від «макромережі». Термін «мікромережа» був вперше запропонований у 2001 році професором Робертом. Г. Лассетером з університету Вісконсин-Медісон. Він розробив концепцію та основні вимоги до мікромереж. 
2002 року Національний технічний університет Афін (NTUA) побудував лабораторний проєкт мікромережі, відомий як Лабораторія енергетичних систем. 2004 року в Мілані було побудовано випробувальний комплекс CESI RICERCA, який можна було реструктуризувати в різні топології для випробування функціонування в стаціонарному та перехідних режимах та аналізу якості електроенергії. 2005 року в Імперському коледжі Лондона було створено прототипи для випробувань розподільної мережі та тестів навантаження. У період з 2004 по 2006 рік в ЄС, Японії та США створено ряд демонстраційних проєктів. З 2006 року мікромережі були включені в китайську Програму 863 (Державний план розвитку високих технологій) та Програму 973 (Національна програма фундаментальних досліджень). 2010 року Державна електромережна корпорація Китаю (SGCC) побудувала демонстраційний проєкт у Чженчжоу для вивчення керування роботою мікромережі, що поєднує розподілену фотоелектричну генерацію та накопичення енергії та інженерне застосування, а також інший у Сіані для дослідження технологій керування мікромережею, що поєднує розподілену генерацію/зберігання енергії.
Перші проєкти мікромереж в Україні реалізовані з 2018 року задля підвищення ефективності енергопостачання. Детальну увагу на мікромережі звернули з початком широкомасштабного вторгнення Росії та руйнування нею генеруючих потужностей та мереж передачі як на засіб підвищення надійності енергопостачання. Мікромережі рівня ОСББ, дачних кооперативів або окремих підприємств створювались громадянами самостійно і включали від LED-освітлення з акумулятором до власної дизельної електростанції.

## Визначення
Група обміну мікромережами Міністерства енергетики Сполучених Штатів визначає мікромережу як «групу взаємопов'язаних навантажень і розподілених енергетичних ресурсів у межах чітко визначених електричних кордонів, яка діє як єдиний керований об'єкт стосовно мережі; мікромережа може підключатися та відключатися від мережі, щоб дозволити їй працювати як у режимі під'єднання до мережі, так і в острівному режимі».
Лабораторія Берклі визначає: «Мікромережа складається з пристроїв генерації та зберігання енергії, які можуть живити будівлю, кампус або громаду, коли вони не під'єднані до електричної мережі, наприклад, у разі катастрофи».
Дослідницький проєкт ЄС описує мікромережу як систему розподілу низької напруги (LV) з розподіленими енергетичними ресурсами (DER), такими як мікротурбіни, паливні елементи або фотоелектричні панелі (PV), накопичувальні пристрої (батареї, маховики) та гнучкі навантаження. Такі системи можуть працювати як під'єднаними, так і від'єднаними від загальної мережі. Робота мікроджерел у мережі може принести переваги загальній продуктивності системи, якщо керувати та координувати ефективно.
Електропедія визначає мікромережу як групу взаємопов'язаних навантажень і розподілених енергетичних ресурсів із визначеними електричними межами, які утворюють локальну електроенергетичну систему на рівнях розподільної напруги, тобто низької та середньої напруги до 35 кВ. Цей кластер пов'язаних вузлів споживачів і виробників діє як єдиний керований об'єкт і може працювати в режимі під'єднання до мережі або в острівному режимі.
Microgrid Knowledge визначає мікромережу як «самодостатню енергетичну систему, яка обслуговує окремий географічний район, такий як кампус коледжу, лікарняний комплекс, бізнес-центр або район».
Відповідно до Закону України «Про ринок електричної енергії» мікромережа — це група взаємозв'язаних навантажень і розподіленої генерації із визначеними електричними межами, що утворюють локальну електроенергетичну систему на рівні системи розподілу електричної енергії, яка діє як єдиний керований об'єкт і здатна працювати паралельно з ОЕС України (паралельний режим мікромережі) або в острівному режимі мікромережі.
Автономна мікромережа або ізольована мікромережа працює лише поза мережею та не може бути під'єднана до ширшої системи електроенергії. Зазвичай вони призначені для географічних островів або для електрифікації сільської місцевості. У неіндустріалізованих країнах мікромережі, які використовуються для забезпечення доступу до електроенергії в раніше неелектрифікованих районах, часто називають «міні-мережами». Наномережі належать до одного будинку чи будівлі, а взаємозв'язок кількох наномереж утворює мережу (мікромережу), сприяючи розподілу потужності між окремими наномережами.

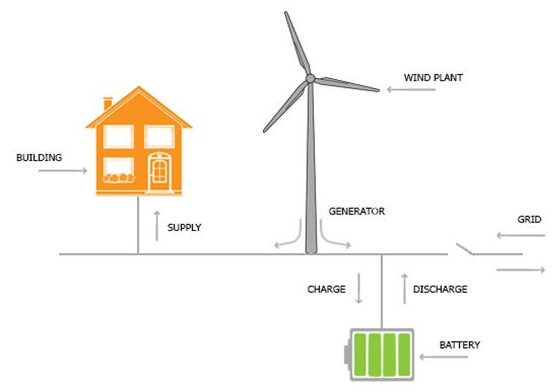
Типова схема електричної мікромережі з відновлюваними джерелами енергії в приєднаному режимі

### Мікромережі кампусу або інституту
Мікромережі кампусу зосереджені на об'єднанні існуючої локальної генерації для підтримки кількох навантажень, розташованих у тісній географічній зоні, де власник може легко ними керувати.

### Громадські мікромережі
Громадські мікромережі можуть обслуговувати тисячі клієнтів і сприяти проникненню місцевої енергії (електроенергії, опалення та охолодження). У мікромережі громади деякі будинки можуть мати відновлювані джерела, які можуть задовольнити їхній попит, а також попит їхніх сусідів у тій самій громаді. Громадська мікромережа також може мати централізовану або кілька розподілених установок накопичення енергії. Вони можуть мати форму мікромереж змінного та постійного струму, з'єднаних разом через двонаправлений силовий електронний перетворювач.

### Віддалені автономні мікромережі
Ці мікромережі, як правило, не призначені для під'єднання до макромережі, а замість цього постійно працюють в острівному режимі через економічні проблеми чи географічне положення. Як правило, мікромережа «поза мережею» будується в районах, які знаходяться далеко від будь-якої інфраструктури передачі та розподілу і, отже, не має зв'язку з комунальною мережею. Дослідження показали, що експлуатація автономних мікромереж у віддаленому районі або на островах, де переважають відновлювані джерела, знижує вирівняні витрати на виробництво електроенергії протягом усього терміну експлуатації таких мікромережевих проєктів. У деяких випадках автономні мікромережі об'єднуються в національну мережу або «макромережу», але цей процес вимагає технічного, нормативного та правового планування.
Великі віддалені території можуть забезпечуватися кількома незалежними мікромережами, кожна з яких має окремого власника (оператора). Хоч такі мікромережі традиційно проєктуються як енергетично самодостатні, змінні відновлювані джерела та їхні несподівані та різкі коливання можуть спричинити неочікуваний дефіцит електроенергії або надмірну генерацію в цих мікромережах. Без накопичення енергії та інтелектуального керування це негайно спричинить неприйнятні відхилення напруги чи частоти в мікромережах. Щоб виправити такі ситуації, можна тимчасово під'єднати такі мікромережі до відповідної сусідньої мікромережі для обміну електроенергією та зменшення відхилень напруги та частоти. Цього можна досягти за допомогою перемикача на основі силової електроніки після належної синхронізації або зустрічно-паралельного з'єднання двох силових електронних перетворювачів і після підтвердження стабільності нової системи. Визначення потреби з'єднати сусідні мікромережі та пошук відповідної мікромережі для з'єднання може бути досягнуто за допомогою підходів оптимізації або підтримки ухвалення рішень.
Оскільки віддалені автономні мікромережі часто невеликі та побудовані з нуля, вони мають потенціал для включення найкращих практик глобального сектору електроенергетики та стимулювання енергетичних інновацій. Зараз заведено бачити віддалені автономні мікромережі, які в основному живляться відновлюваними джерелами енергії та керуються інтелектуальними засобами керування на рівні споживача, що не завжди легко впровадити у великому енергетичному секторі через інтереси існуючих операторів та старішу, вже існуючу інфраструктуру.

### Мікромережі військових баз

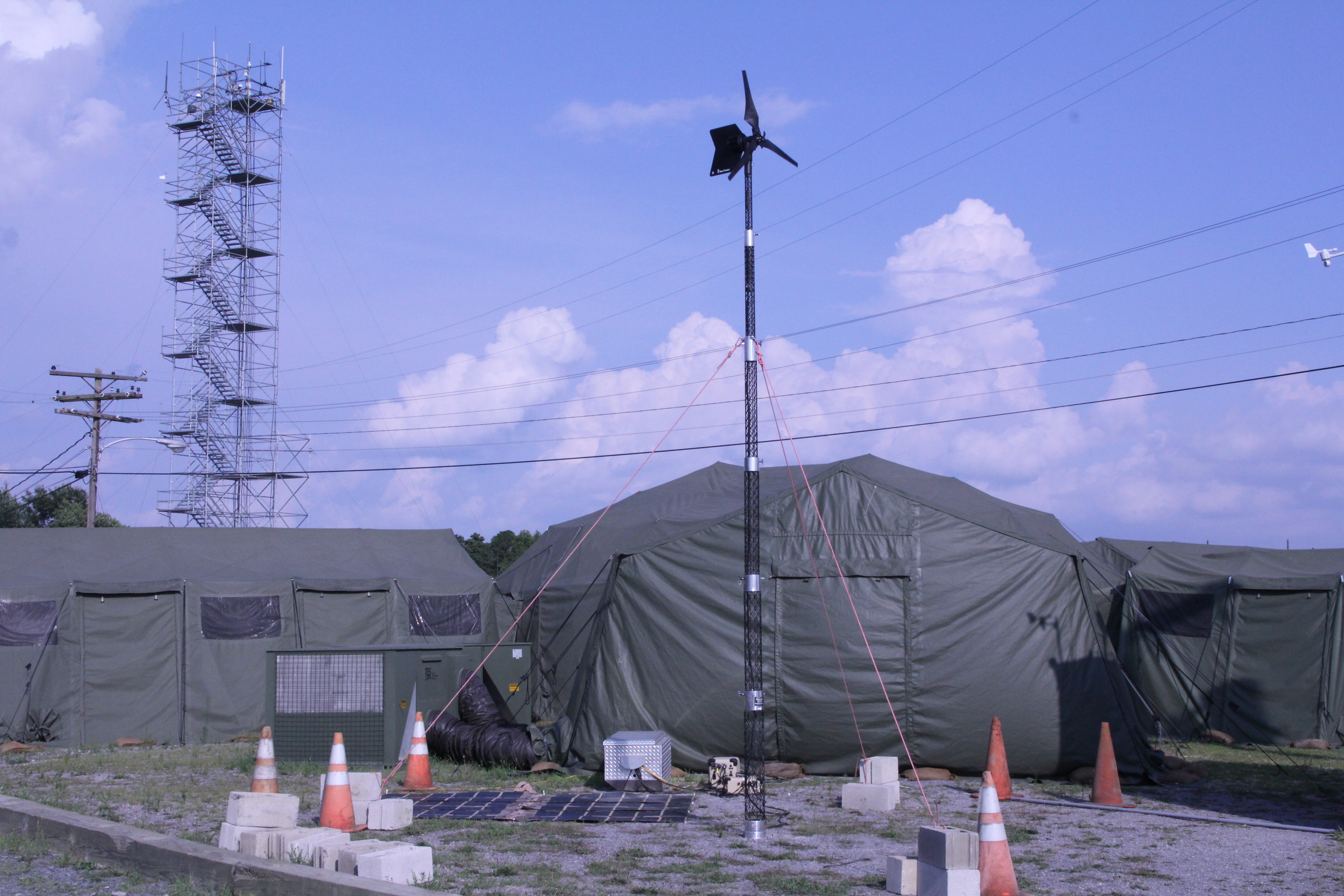
Тактична мікромережа в Армії США

Ці мікромережі активно розгортаються з акцентом як на фізичну безпеку, так і на кібербезпеку військових об'єктів, щоб забезпечити надійне живлення без використання макромережі.

### Комерційні та промислові (C&I) мікромережі
Ці типи мікромереж швидко розвиваються в Північній Америці та Східній Азії, однак відсутність загальновідомих стандартів для цих типів мікромереж обмежує їх глобально. Основними причинами встановлення промислової мікромережі є безпека електропостачання та його надійність. Існує багато виробничих процесів, у яких переривання електропостачання може призвести до великих втрат доходу та тривалого часу запуску. Промислові мікромережі можуть бути розроблені для забезпечення циркулярної економіки промислових процесів з майже нульовими викидами та можуть інтегрувати комбіноване виробництво тепла та електроенергії, живлячись як відновлюваними джерелами, так і перероблюванням відходів. Накопичення енергії можна додатково використовувати для оптимізації роботи цих підсистем. Мікромережі також можуть бути закріплені великим комерційним роздрібним продавцем з великою кількістю генерації з метою стійкості або з економічних причин.

## Топології мікромереж
Архітектури потрібні для керування потоком енергії від різних типів джерел до електричної мережі. Таким чином, мікромережі можна класифікувати за трьома топологіями:
- мікромережа змінного струму;
- мікромережа постійного струму;
- гібридна мікромережа[51].

## Основні компоненти мікромереж

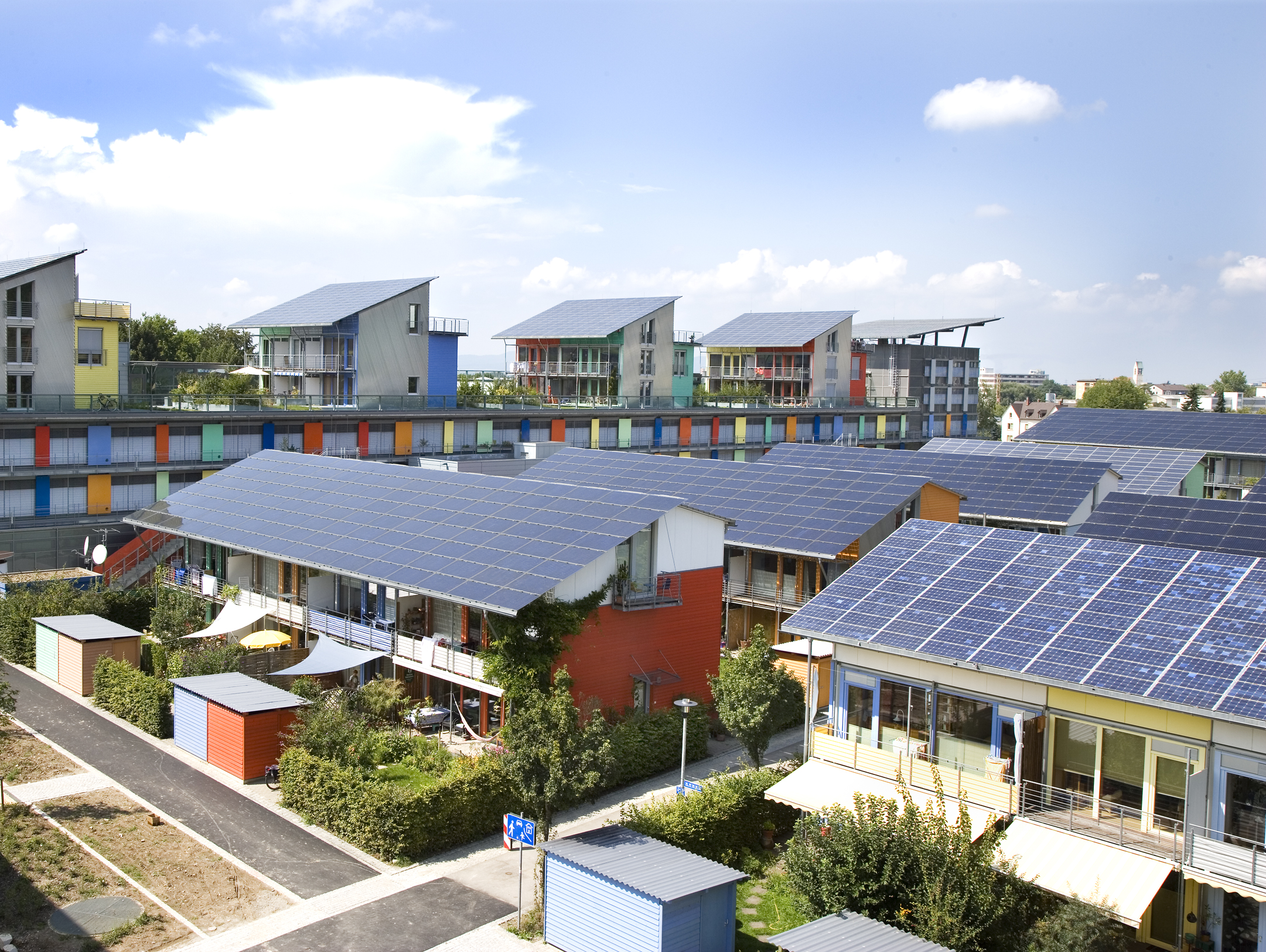
, екологічний проект спільноти у Фрайбурзі, Німеччина.

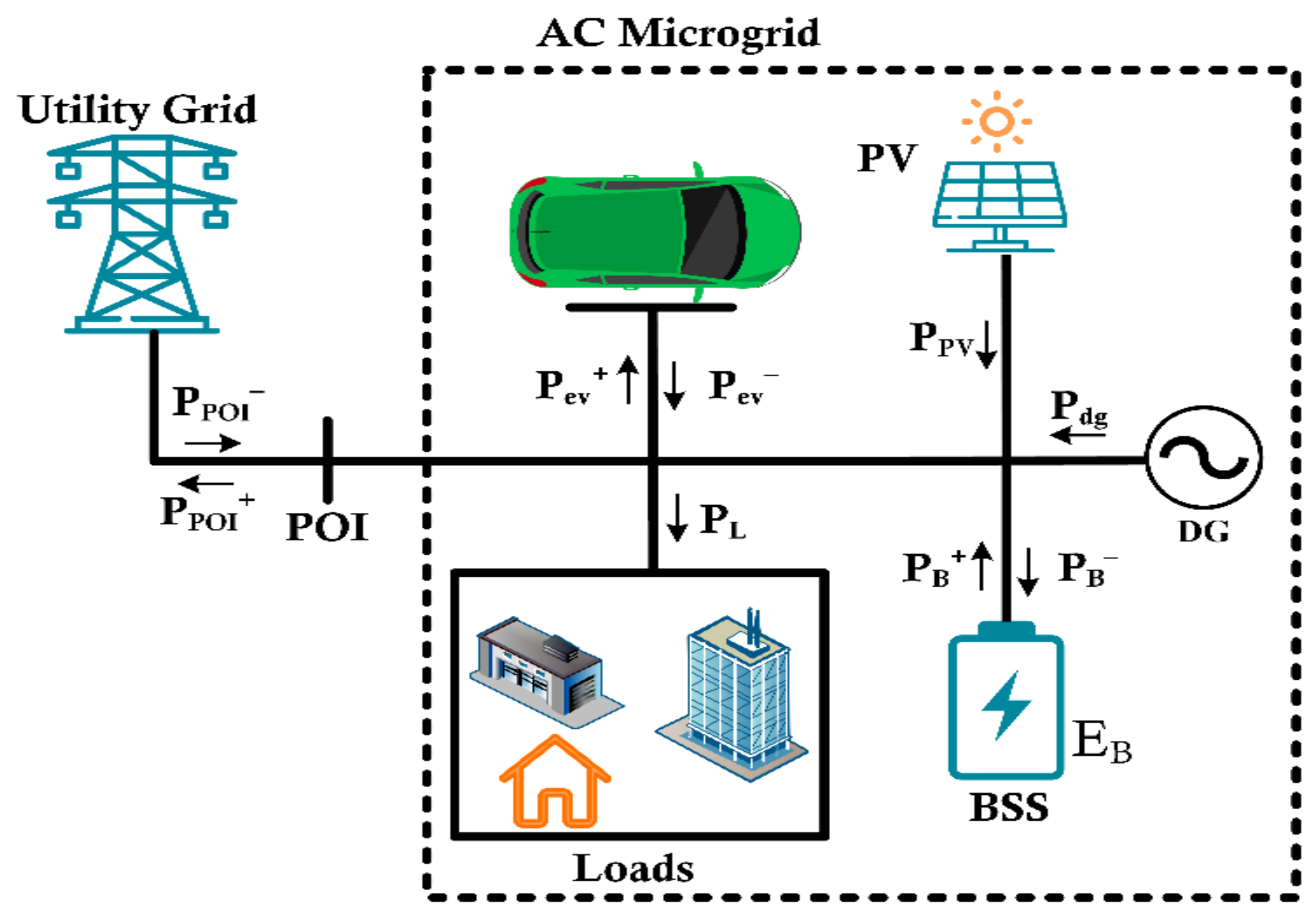
Складові мікромережі

### Місцева генерація
Мікромережа містить різні типи джерел генерації, такі як
- спільна СЕС;
- дизель-генератор;
- вітрогенератор;
- біогазова електростанція[20];
- газова турбіна[52].

За можливістю керування вихідною потужністю джерела поділяються на диспетчеризовані та недиспетчеризовані. Алгоритми керування мікромережею оптимізуються для забезпечення максимального використання відновлюваних джерел енергії.

### Споживання
У мікромережі споживачі поділяються на критичні та некритичні. Некритичні можуть бути вимкнені для збалансування мікромережі, а для критичних забезпечується максимально безперебійне електропостачання.
При прямому керуванні навантаженням оператор мікромережі має віддалений доступ до деяких пристроїв та навантажень споживача, щоб контролювати їх, коли це необхідно для балансування системи. Також для керування навантаженням можуть використовуватись системи економічних стимулів, таких як ціни, контрактні умови або штрафи. Частиною мікромережі можуть бути електромобілі, які заряджаються при надлишку електроенергії, але за технологією Vehicle-to-grid (V2G) можуть постачати електроенергію в мікромережу для підтримки її стабільності. Для цього контролер мікромережі повинен взаємодіяти з електромобілем.

### Зберігання енергії
У мікромережі установка зберігання енергії виконує кілька функцій, таких як забезпечення якості електроенергії, регулювання частоти та напруги, згладжування виходу відновлюваних джерел енергії, забезпечення резервного живлення для системи, та відіграє вирішальну роль в оптимізації витрат. Зберігання енергії може бути досягнуто за допомогою комбінації хімічних, електричних, пневматичних, гравітаційних, маховикових і теплових технологій. Коли в мікромережі доступні кілька накопичувачів енергії з різною місткістю, бажано координувати їхню зарядку та розрядку таким чином, щоб менший накопичувач енергії не розряджався швидше, ніж пристрої з більшою місткістю. Так само бажано, щоб менший накопичувач не заряджався повністю раніше, ніж пристрої з більшою місткістю. Цього можна досягти за допомогою скоординованого керування накопичувачами енергії на основі їхнього стану заряду. Якщо використовуються кілька систем накопичення енергії (можливо, що працюють на різних технологіях), і вони контролюються унікальним блоком контролю (система управління енергією, англ. energy management system, EMS), ієрархічне керування на основі архітектури головний/підлеглий може забезпечити найкращу роботу, особливо в автономному режимі.

### Точка приєднання до загальної мережі
Точка приєднання до загальної мережі — це точка в електричному ланцюзі, де мікромережа з'єднана з основною мережею.

## Керування мікромережею

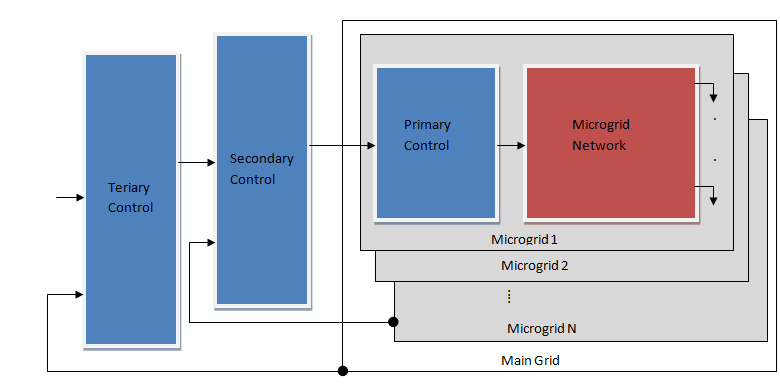
Ієрархічне керування

До архітектури керування мікромережею існує два підходи: централізований і децентралізований. Повністю централізоване управління покладається на передачу великої кількості інформації між залученими пристроями до прийняття рішення в одній точці. Впровадження є складним, оскільки взаємопов'язані енергетичні системи зазвичай охоплюють великі географічні розташування та включають величезну кількість блоків. З іншого боку, при повністю децентралізованому управлінні кожен пристрій контролюється своїм місцевим контролером, не знаючи ситуації інших. Компроміс між цими двома крайніми схемами керування може бути досягнутий за допомогою ієрархічної схеми керування що складається з трьох рівнів керування: первинного, вторинного та третинного.

### Первинний рівень керування
Первинний рівень керування призначений для задоволення таких вимог:
- Стабілізація напруги і частоти
- Можливість підключати та працювати для DER і належним чином розподіляти активну та реактивну потужність між ними, бажано без будь-яких каналів зв'язку
- Пом'якшення циркулюючих струмів, які можуть спричинити перевантаження по струму в силових електронних пристроях

Основне керування забезпечується заданими налаштуваннями для нижчого контролера, який є контурами керування напругою та струмом DER. Ці внутрішні контури керування зазвичай називають керуванням нульового рівня.

### Вторинний рівень керування
Вторинний рівень керування зазвичай має повільніший, ніж у попереднього, час дискретизації — від секунд до хвилин, — що виправдовує розв'язану динаміку первинного та вторинного рівнів керування та полегшує їхні індивідуальні конструкції. Налаштування первинного рівня керування задають вторинним рівнем керування, у якому централізований контролер відновлює напругу та частоту мікромережі та компенсує відхилення, спричинені змінами навантажень або відновлюваними джерелами. Вторинний рівень керування також може бути розроблений для задоволення вимог якості електроенергії, наприклад, балансування напруги на критичних шинах.

### Третинний рівень керування
Третинний рівень керування — це останній (і найповільніший) рівень керування, який розглядає економічні питання щодо оптимальної роботи мікромережі (час вибірки становить від хвилин до годин) і керує потоком електроенергії між мікромережею та загальною мережею. Цей рівень часто включає прогнозування погоди, тарифу мережі та навантажень у наступні години чи день для розробки плану диспетчеризації генератора, який забезпечує економічну експлуатацію. Досконаліші методи також можуть забезпечити наскрізне керування мікромережею за допомогою методів машинного навчання, таких як глибоке навчання з підкріпленням.
У разі надзвичайних ситуацій, таких як знеструмлення, третинний рівень керування може керувати групою взаємопов'язаних мікромереж, щоб сформувати так званий «кластер мікромереж», діючи як віртуальна електростанція для продовження живлення критичних навантажень. Під час таких ситуацій центральний контролер повинен вибрати одну з мікромереж як головну, а решту — як підлеглі, і навантажувати шини відповідно до попередньо визначеного алгоритму та існуючих умов системи (тобто попиту та генерації). У цьому випадку керування повинне здійснюватися в режимі реального часу або принаймні з високою частотою дискретизації.

### IEEE 2030.7

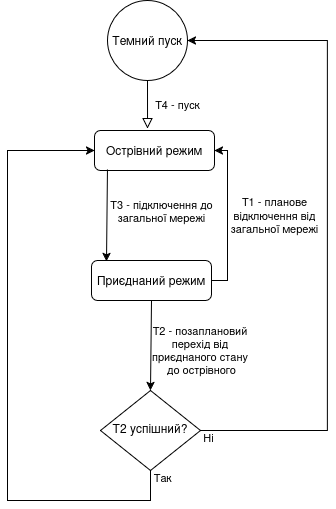
Схема станів та переходів мікромережі за IEEE 2030.7

Стандарт визначає контролер керування мікромережею як критичний компонент, який регулює всі аспекти функціонування мікромережі та точки приєднання.
Стандарт визначає два стани мікромережі:
- SS1 — приєднаний;
- SS2 — острівний[73].

Стандарт визначає чотири типи переходів:
- T1 — перехід від приєднаного стану до острівного (плановий);
- T2 — перехід від приєднаного стану до острівного (позаплановий);
- T3 — повторне під'єднання до загальної електромережі після острівного режиму;
- T4 — темний пуск(інші мови) в острівний режим[73].

Перехід T1 передбачає від'єднання за бажанням власника з метою тестування або з економічних причин. При цьому споживачі, як правило не від'єднуються. Перехід T2 відбувається через відмову загальної мережі; при цьому всі некритичні споживачі вимикаються, доки не будуть запущені резервні джерела живлення. Перехід T3 передбачає синхронізацію із загальною мережею та зміну режиму функціонування джерел живлення із «формування мережі» до «слідування за мережею». Перехід T4 передбачає від'єднання усіх споживачів та запуск в острівному режимі; це особливо важливо для мікромереж з установкою зберігання енергії, яка може бути розряджена, і далі споживачі приєднуються за пріоритетністю.

### Спрощене керування
Існує велика різноманітність складних алгоритмів керування, що ускладнює реалізацію систем управління енергією для мікромереж і користувачів розподілених енергетичних ресурсів (РЕР). Тому деякі проєкти намагаються спростити та зменшити витрати на керування за допомогою готових продуктів (наприклад, використання Raspberry Pi).

### Інструменти моделювання
Для правильного планування та монтажу мікромереж необхідно інженерне моделювання. Існують численні інструменти моделювання та інструменти оптимізації для моделювання економічних та електричних ефектів мікромереж. Комплексною комерційною платформою є XENDEE, яка отримала золоту нагороду Едісона 2021 року та є стандартною платформою для Міністерства оборони США. Широко використовуваним інструментом економічної оптимізації є Модель сприйняття клієнтами розподілених енергетичних ресурсів (DER-CAM) від Національної лабораторії Лоуренса Берклі. Іншим безплатним інструментом є Solar Alone Multi-objective Advisor (SAMA), програмне забезпечення для оптимізації мікромережі з відкритим вихідним кодом, призначене для економічної оптимізації розмірів гібридних енергетичних систем (головним чином живлення від сонячних фотоелектричних систем) за допомогою метаевристичних алгоритмів на основі конкретних профілів навантаження та метеорологічних даних. Інша — HOMER (гібридна модель оптимізації для кількох енергетичних ресурсів), розроблена Національною лабораторією відновлюваної енергії. Існують також деякі засоби розрахунку потоку електроенергії та електричного проєктування, якими керуються розробники мікромереж. Тихоокеанська північно-західна національна лабораторія розробила загальнодоступний інструмент GridLAB-D, а Інститут досліджень електроенергії (EPRI) розробив OpenDSS. Європейський інструмент, який можна використовувати для моделювання попиту на електрику, охолодження, опалення та технологічне тепло, — EnergyPLAN від Ольборзького університету в Данії. Інструмент планування мережі з відкритим кодом OnSSET було розгорнуто для дослідження мікромереж за допомогою трирівневого аналізу, починаючи з архетипів поселень (на прикладі Болівії).

## Релейний захист
Релейний захист у мікромережах має враховувати особливості мікромереж, і методи, застосовні у великих енергосистемах, не застосовні у мікромережах. Особливостями, які слід враховувати, є:
- двоспрямована передача енергії між мікромережею та великою енергосистемою[79];
- обмеження струму короткого замикання(інші мови) в острівному режимі[79] та, як наслідок, різні значення струму короткого замикання в приєднаному та острівному режимах[80];
- динамічні характеристик джерел живлення (як електричних генераторів, так і інверторних джерел)[79];
- необхідність захисту від несинхронізованого приєднання при виході з острівного режиму[80].

Для мікромереж оптимальною вважається адаптивна схема релейного захисту на основі мікропроцесорних реле захисту з розвиненими комунікаціями між ними.
Внаслідок під'єднання мікромереж з розподіленими джерелами живлення у великих енергосистемах можуть виникати зони, в яких коротке замикання не може бути виявлене наявними реле захисту, тому налаштування дистанційного захисту повинні бути уважно перевірені, а імпеданси ліній — виміряні або перераховані з урахуванням наявності розподіленої генерації. Іншою проблемою можуть бути хибні спрацьовування при використанні ненаправленого реле максимального струмового захисту, для захисту від яких повинні використовуватись направлені реле максимального струмового захисту.
Все зазначене ускладнює та здорожчує релейний захист, вартість якого може досягати 10 % від загальних капіталовкладень:66.

## Економіка
З економічного погляду фізична або юридична особа, яка експлуатує мікромережу, є активним споживачем або просюмером. На відміну від звичайного споживача, просюмер не тільки споживає енергію, але може приносити додану вартість ринку коштом:
- зменшення власного споживання у моменти пікового навантаження;
- надання допоміжних послуг(інші мови) оператору енергосистеми або іншим споживачам;
- продажу надлишків власної електроенергії;
- надання послуг накопичення електроенергії[82]:12;
- зменшення витрат інших споживачів внаслідок покращення надійності електропостачання[83].

З погляду розрахунків між власником мікромережі та оператором енергосистеми використовується модель розрахунків Net metering (або Net billing), за якою розрахунок між сторонами здійснюється в грошовій формі. Якщо власник мікромережі поставив більше енергії, ніж спожив, то цей надлишок переноситься на наступний місяць. В Україні така модель запроваджена Законом про внесення змін до деяких законів України щодо відновлення та зеленої трансформації енергетичної системи України.

## Переваги та проблеми мікромереж

### Переваги
Мікромережа здатна працювати в режимі під'єднання до мережі та в автономному режимі, а також виконувати перехід між ними. У режимі під'єднання до мережі допоміжні послуги можуть надаватися шляхом торгівлі між мікромережею та загальною мережею. Існують інші можливі джерела доходу. В автономному режимі активна та реактивна потужність, що виробляється в мікромережі, включно з потужністю, що забезпечується установкою накопичення енергії, має бути збалансованою з вимогами місцевих навантажень. Мікромережі пропонують можливість збалансувати необхідність скорочення викидів вуглецю з продовженням надійного забезпечення електроенергією в періоди часу, коли відновлювані джерела енергії недоступні. Мікромережі також забезпечують захист від суворих погодних умов і стихійних лих, оскільки вони не мають великих активів і довгих повітряних ліній електропередач та іншої електричної інфраструктури, яку необхідно підтримувати або ремонтувати після таких подій.
Мікромережа може переходити між режимами під'єднання та автономної роботи через планове технічне обслуговування, погіршення якості електроенергії або дефіцит у головній мережі, збої в локальній мережі або з економічних причин. За допомогою змін потоку енергії через компоненти мікромережі полегшують інтеграцію відновлюваних джерел енергії, таких як фотоелектричні, вітрові та паливні елементи, не вимагаючи перепроєктування національної системи розподілу. Також в систему управління енергією мікромережі можуть бути включені сучасні методи оптимізації для підвищення ефективності, економічності та стійкості.

### Виклики
Мікромережі та інтеграція блоків розподілених енергетичних ресурсів (DER) створюють низку операційних проблем, які необхідно вирішити при проєктуванні систем керування та захисту, щоб гарантувати, що поточні рівні надійності не зазнають значного впливу, а потенційні переваги блоків розподіленої генерації повністю використані. Деякі з проблем виникають через припущення, що зазвичай застосовуються до звичайних систем розподілу, які більше не є дійсними, тоді як інші є результатом проблем стабільності, що раніше спостерігалися лише на рівні системи передачі. Найважливіші проблеми захисту та контролю мікромереж включають:
- Двонаправлені потоки електроенергії. Наявність блоків розподіленої генерації у мережі на низьких рівнях напруги може спричинити зворотні потоки потужності, що може призвести до ускладнень у координації захисту, небажаних моделей потоків потужності, розподілу струму пошкодження та керування напругою[65].
- Питання стабільності. Взаємодія між системою керування блоками розподіленої генерації може створювати локальні коливання, що потребує ретельного аналізу стабільності невеликих збурень. Крім того, перехідні процеси між режимом під'єднання до загальної мережі та автономним режимами роботи в мікромережі можуть створити перехідну нестабільність[71][65]. Інтерфейс мікромережі постійного струму може призвести до значно простішої структури керування, більш ефективного розподілу енергії та більшої пропускної здатності по струму для тих самих номіналів лінії[89][90].
- Моделювання. Багато характеристик традиційних схем, таких як поширеність трифазних збалансованих умов, насамперед індуктивних ліній електропередачі та навантажень постійної потужності, не обов'язково справедливі для мікромереж, і, отже, моделі потребують перегляду[65].
- Низька інерція. Мікромережі демонструють характеристику низької інерції, що відрізняє їх від масових енергетичних систем, де велика кількість синхронних генераторів забезпечує відносно велику інерцію. Це явище є більш очевидним, якщо в мікромережі є значна частка блоків розподіленої генерації з електронним інтерфейсом. Низька інерційність системи може призвести до серйозних відхилень частоти в режимі роботи в острівному режимі, якщо не реалізовано належний механізм керування[65]. Синхронні генератори працюють на тій же частоті, що й мережа, таким чином забезпечуючи природний ефект демпфування раптових коливань частоти. Синхронвертери — це інвертори, які імітують синхронні генератори для забезпечення регулювання частоти. Інші опції включають керування накопиченням енергії акумулятора або маховика для балансування частоти[91].
- Невизначеність. Робота мікромереж передбачає вирішення значної невизначеності, на якій ґрунтується економічна та надійна робота мікромереж. Профіль навантаження та погода є двома факторами невизначеності, які ускладнюють координацію в ізольованих мікромережах, де критичний баланс попиту та пропозиції та зазвичай вища частота відмов компонентів вимагають вирішення сильно пов'язаної проблеми протягом тривалого періоду. Ця невизначеність вища, ніж у системах масового електропостачання, через зменшену кількість навантажень і сильно корельовані варіації доступних енергетичних ресурсів (ефект усереднення набагато обмеженіший)[65].

## Приклади

### Хаджа і Лахдж, Ємен
У проєкті ПРООН «Підвищення стійкості сільської місцевості в Ємені» (ERRY) використовуються сонячні мікромережі, що належать громаді. Проєкт реалізовано у трьох громадах у зоні конфлікту в Хадджі та Лахджі. Це скорочує витрати на електроенергію лише до 2 центів на годину (тоді як електроенергія, вироблена дизельним генератором, коштує 42 центи на годину). У 2020 році проєкт отримав нагороду Ashden Awards за гуманітарну енергетику.

### Л'Іль-д'Є
Дворічна пілотна програма під назвою Harmon'Yeu була започаткована навесні 2020 року, щоб об'єднати 23 будинки в селі Кер-Пісо (фр. Ker Pissot) муніципалітету Л'Іль-д'Є та прилеглих районах мікромережею, яка була автоматизована як розумна мережа за допомогою програмного забезпечення від Engie. Шістдесят чотири сонячні панелі з піковою потужністю 23,7 кВт встановлені на п'яти будинках, та на один будинок встановлено акумуляторну батарею місткістю 15 кВт*год. Шість будинків накопичують надлишок сонячної енергії у своїх водонагрівачах. Динамічна система розподіляє енергію, що надається сонячними батареями та накопичується в батареї та водонагрівачах, на систему з 23 будинків. Програмне забезпечення розумної електромережі динамічно оновлює подачу та попит на енергію з 5-хвилинними інтервалами, вирішуючи, чи отримувати енергію від батареї, чи панелей, а також коли зберігати її в водонагрівачах. Ця пілотна програма була першим таким проєктом у Франції.

### Мпекетоні, Кенія
У сільській місцевості Кенії поблизу Мпекетоні був створений проєкт Mpeketoni Electricity Project, мікромережева система, що працює на дизельному пальному. Завдяки встановленню цих мікромереж містечко Мпекетоні значно розширило свою інфраструктуру. Показано, що доступ до електроенергії дозволяє використовувати електрообладнання та інструменти малим та мікропідприємствам, що призводить до значного підвищення продуктивності праці на одного працівника (на 100–200% залежно від поставленого завдання) та відповідного зростання рівня доходів на 20–70% залежно від виробленого продукту.